# Red Light Special
«Red Light Special» es una canción del grupo TLC de su segundo álbum de estudio, CrazySexyCool (1994). Escrita y producida por Babyface, LaFace y Arista Records, la canción fue lanzada como el segundo sencillo de CrazySexyCool el 21 de febrero de 1995. 
"Red Light Special" fue un éxito comercial, alcanzando la primera posición en los Estados Unidos en la lista de Billboard Rhytmic Top 40, y ocupando la segunda posición en el Billboard Hot 100, superada sólo por "This Is How We Do It" de Montell Jordan.

## "My Secret Enemy" (lado B)
El sencillo "Red Light Special" vino con una pista de rap del lado B titulada My Secret Enemy, liderada por la rapera del grupo Lisa "Left Eye" Lopes. A pesar de no haber pertenecido al álbum, la canción es muy elogiada por los fanáticos de TLC desde hace mucho tiempo y se mantiene al día con el estilo más maduro del grupo. Su contenido lírico se centra en la cobertura de Lisa en los medios y su relación con Andre Rison. Lopes continuó diciendo que la canción salió directamente después del incidente que la vio incendiar accidentalmente la mansión de Rison en Atlanta. "Sucedió justo después de ese incidente y sentí que necesitaba una salida", dijo Lopes sobre la pista.

## Video musical
El video musical que lo acompaña fue dirigido por Matthew Rolston y está ambientado en un burdel. Los actores masculinos interpretan a prostitutos y Left Eye interpreta a un proxeneta, mientras que Chilli y T-Boz interpretan a clientes jugando al strip poker. Un joven Boris Kodjoe aparece como uno de los prostitutos. Se ve a T-Boz siendo acariciada por un hombre en una habitación, así como se muestra a Chilli bailando con el guitarrista. También hay tomas individuales en blanco y negro de las chicas cantando.
Existen tres versiones del video musical. La versión uno está etiquetada como "Sexy", la segunda está etiquetada como "Más sexy" y la versión final está etiquetada como "La más sexy". Como resultado del uso de imágenes más sexualmente sugerentes y picantes en las versiones dos y tres, la primera versión se difunde ampliamente.

## Listados de la pista y formato
CD single 1
1. "Red Light Special" (Radio Edit) - 4:40
2. "Red Light Special" (L.A.'s Flava Mix) - 4:28
3. "Red Light Special" (Album Version) - 5:02
4. "Red Light Special" (Gerald Hall Remix) - 5:09
5. "My Secret Enemy" - 5:36

CD single 2
1. "Red Light Special" (Radio Edit) - 4:40
2. "Red Light Special" (Alternate Radio Edit) - 4:31
3. "Red Light Special" (Album Version) - 5:02
4. "Red Light Special" (Album Instrumental) - 5:02

12-inch vinyl single
1. "Red Light Special" (L.A.'s Flava Mix - Extended Version)
2. "Red Light Special" (Album Version)
3. "Red Light Special" (Gerald Hall's Remix)
4. "Red Light Special" (A cappella)
5. "Red Light Special" (Instrumental)
6. "My Secret Enemy"

## Listas

### Listas semanales
| Listas (1995)                          | Mejor posición |
| -------------------------------------- | -------------- |
| Australia (ARIA)                       | 53             |
| Canadá (RPM Dance/Urban)               | 8              |
| Canadá (RPM Top Singles)               | 19             |
| Europe (European Hot 100 Singles)      | 84             |
| Netherlands (Tipparade)                | 12             |
| Nueva Zelanda (Recorded Music NZ)      | 9              |
| Escocia (Scottish Singles Sales Chart) | 64             |
| Reino Unido (UK Singles Chart)         | 18             |
| Reino Unido (UK R&B Chart)             | 5              |
| Estados Unidos (Billboard Hot 100)     | 2              |
| Estados Unidos (Hot R&B/Hip-Hop Songs) | 3              |
| Estados Unidos (Mainstream Top 40)     | 11             |
| Estados Unidos (Rhythmic)              | 1              |

### Lista de fin de año
| Lista (1995)                         | Posición |
| ------------------------------------ | -------- |
| US Billboard Hot 100                 | 28       |
| US Hot R&B/Hip-Hop Songs (Billboard) | 32       |